# Alexander Crummell
Alexander Crummell (né le 3 mars 1819 à New York et mort le 10 septembre 1898 ou le 12 septembre 1898 à Red Bank dans le New Jersey) est un américain universitaire, prêtre de Église épiscopalienne des États-Unis (anglicanisme), militant des droits civiques en faveur des Afro- Américains, anti-esclavagiste, pan-africaniste et fondateur de l'American Negro Academy (en).

## Biographie

### Jeunesse et formation
Alexander Crummell est né libre à New York le 3 mars 1819, il est le fils de Charity Hicks, une Afro-Américaine née libre, et de Boston Crummell, issu du peuple Temnés vivant en Afrique de l'Ouest, vendu comme esclave puis affranchi à l'âge adulte,.
Lors de ses études à l'Oneida Institute (en) de Whitesboro dans l'État de New York, institut fondé par l'abolitionniste Beriah Green (en) qu'il achève en 1839, il découvre une vocation de prêtre. Sur les conseils d'un prêtre épiscopalien afro-américain du nom de Peter Williams Jr., il se présente au General Theological Seminary pour devenir prêtre épiscopalien, mais il est refusé à cause de sa couleur. Alors, il suit comme auditeur libre des conférences à l'université Yale et bénéficie de cours particuliers donné par des ecclésiastiques de la Nouvelle-Angleterre. ce qui lui permet d'être ordonné diacre le 30 mars 1842, il exerce son ministère au sein d'une congrégation afro-américaine de Providence, dans le Rhode Island, puis il emménage à Philadelphie, où il est ordonné prêtre en novembre 1844. En 1848, il entreprend un voyage au Royaume-Uni auprès des sociétés abolitionnistes pour obtenir des fonds de secours pour les Afro-américains pauvres de Philadelphie. Pendant ce voyage il reprend des études au Queen's College de l'université de Cambridge, il y obtient le baccalauréat universitaire (licence) en 1853,,,.

### Carrière
De retour aux États-Unis après une vingtaine d’années passées au Liberia, il se lance dans le mouvement anti-esclavagiste

### Vie personnelle
En 1841, il épouse Sarah Mabitt Elston.

## Œuvres
- Civilization and Black Progress: Selected Writings of Alexander Crummell on the South, University of Virginia Press, décembre 1995, 265 p. (ISBN 9780813916026),

## Pour en savoir plus

#### Essais
- (en-US) Wilson Jeremiah Moses, The Golden Age of Black Nationalism, 1850-1925, Archon Books, 1er janvier 1978, 360 p. (ISBN 9780208016904, lire en ligne), p. 59-82,
- (en-US) Wilson Jeremiah Moses, Alexander Crummell: A Study of Civilization and Discontent, Oxford University Press, USA, 17 août 1989, 400 p. (ISBN 9780195050967),
- (en-US) J.R. Oldfield, Alexander Crummell (1819-1898) and the Creation of an African-American Church in Liberia, Edwin Mellen Press, 31 mai 1990, 192 p. (ISBN 9780889460744, lire en ligne),
- (en-US) Wilson Jeremiah Moses, Creative Conflict in African American Thought, Cambridge University Press, 7 janvier 2004, 332 p. (ISBN 9780521828260, lire en ligne), p. 83-140,

#### Articles
- (en-US) Kathleen O'Mara Wahle, « Alexander Crummell: Black Evangelist and Pan-Negro Nationalist », Phylon (1960-), Vol. 29, No. 4,‎ 1968, p. 388-395 (8 pages) (lire en ligne ),
- (en-US) Wilson J. Moses, « Civilizing Missionary: A Study of Alexander Crummell », The Journal of Negro History, Vol. 60, No. 2,‎ avril 1975, p. 229-251 (23 pages) (lire en ligne ),
- (en-US) Anthony Appiah, « Alexander Crummell and the Invention of Africa », The Massachusetts Review, Vol. 31, No. 3,‎ automne 1990, p. 385-406 (22 pages) (lire en ligne ),